# Sonntagstraße (Berlin)
Die Sonntagstraße ist eine Straße im Berliner Ortsteil Friedrichshain. Benannt wurde sie nach Johann Gottfried Sonntag (1750–1822), der in Berlin Stadtverordneter und Kanzlei-Sekretär war und 1783 das damalige Berliner Vorwerk Boxhagen gepachtet hatte.
Die Straße verläuft von der Neuen Bahnhofstraße bis zur Wühlisch- und Gryphiusstraße und damit genau auf das ehemalige Vorwerk zu.

## Geschichte
Die Sonntagstraße erhielt ihren Namen zwischen 1893 und 1901. Während die Trasse 1893 noch als Straße 26a in der Abteilung XIV des Bebauungsplans verzeichnet war, wurde sie 1901 bereits namentlich im Stadtplan eingezeichnet. Dabei verläuft sie entlang des Bahnhofs Ostkreuz, der unter Denkmalschutz steht. Ebenfalls geschützt sind die Häuser 17–22, die zur Wohnanlage Helenenhof gehören.